# Tynedale
Tynedale was een Engels district in het graafschap Northumberland en telt 58.808 inwoners. De oppervlakte bedraagt 2206,4 km².
Van de bevolking is 18,1% ouder dan 65 jaar. De werkloosheid bedraagt 2,8% van de beroepsbevolking (cijfers volkstelling 2001).

## Foto's

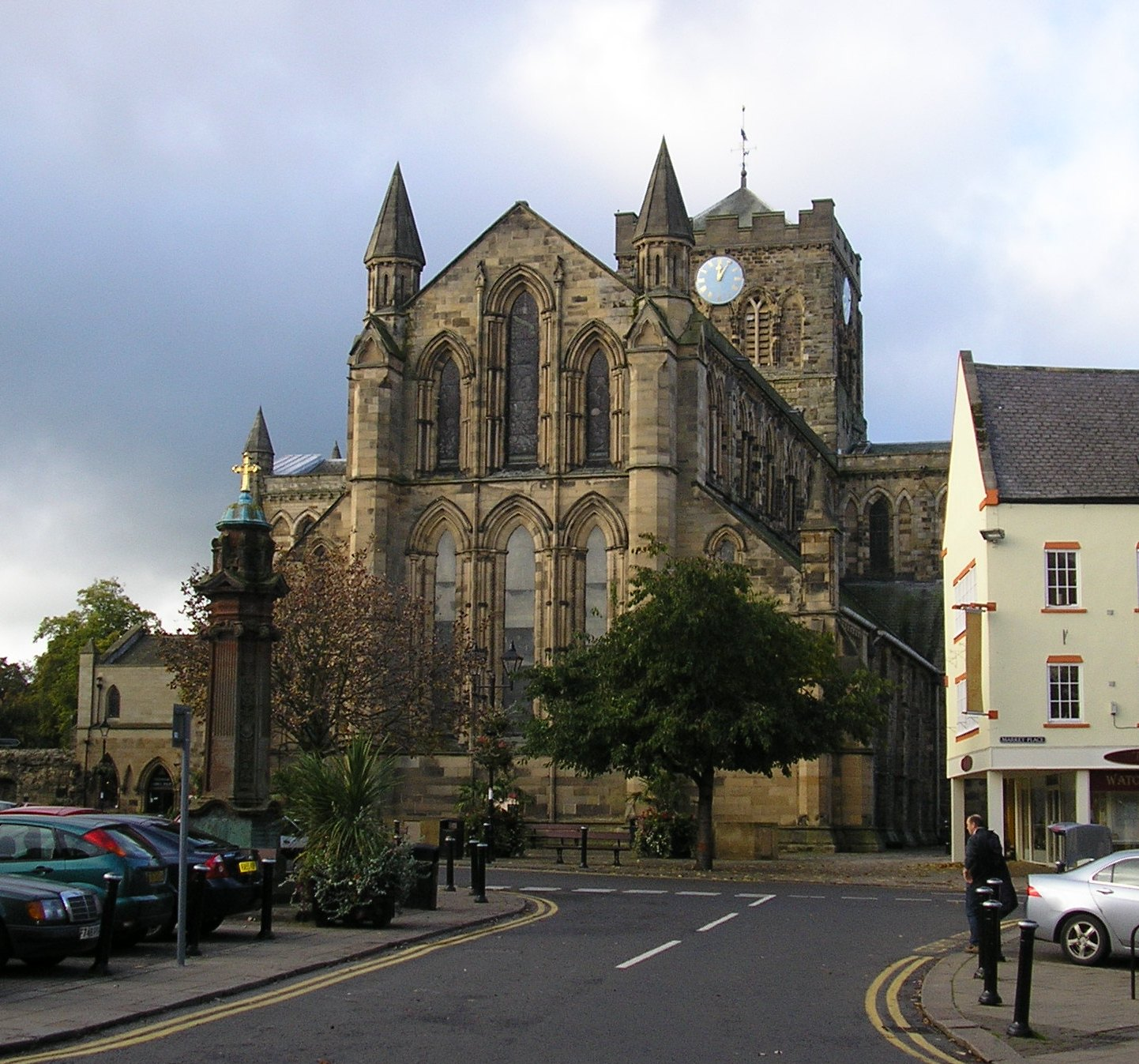
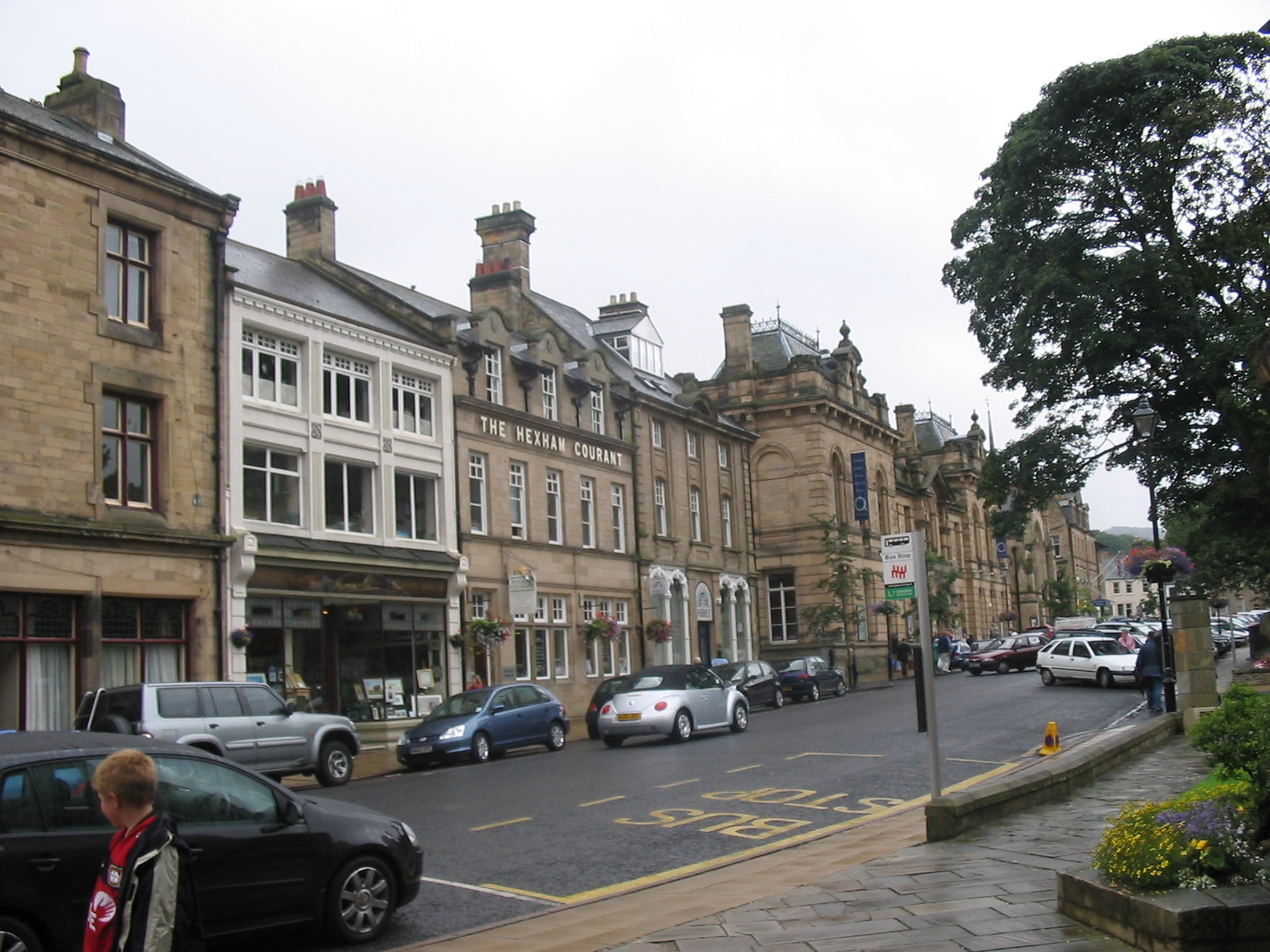

## Plaatsen in district Tynedale
- Corbridge
- Hexham
- Prudhoe